# スウェーデンサッカー選手権1901
スヴェンスカ・メスタシュコーペット・イ・フットボール 1901 は、第6回目のスウェーデンサッカー選手権である。AIKが2回目の優勝を決めた。
AIKは、1901年9月8日にヨーテボリ自転車クラブのスポーツグラウンドで行われる予定だった、オルグリーテIS・リザーブチームとの決勝戦を、裁定による不戦勝で制した。今回の選手権決勝は、日没後の視界不良のため主催者判断で中止となり、AIKはイェーテボリにそれ以上滞在できなかったため、帰京。準決勝でオルグリーテIS・トップチームを下していた事実から、スウェーデン王者と認定された。決勝で対戦予定だったリザーブチームは、育成年代のチーム (juniorlag)だったとされる。

## 準決勝
| オルグリーテISの二軍 | 1–0 | イェーテボリスFF |
| -------------------- | --- | ---------------- |
|                      |     |                  |

## 決勝
| オルグリーテIS | 0–3 | AIK |
| -------------- | --- | --- |
|                |     |     |